# Franz Brümmer
Karl Wilhelm Franz Brümmer (* 17. November 1836 in Wusterhausen (Dosse); † 30. Januar 1923 in München) war ein deutscher Pädagoge und Lexikograph.

## Leben
Franz Brümmer war ein Sohn des Schuhmachermeisters Wilhelm Brümmer und dessen Ehefrau Marie, geb. Schulz. In Köpenick besuchte er ab Oktober 1854 das Lehrerseminar. Neben seinem Interesse für Pädagogik besaß er auch eine Leidenschaft für die Musik. Dies sollte ihm später dazu verhelfen, ein mit einem Kirchenamt verbundenes, besser bezahltes Lehramt zu erhalten.
1856 wurde er Lehrer an der Stadtschule in Zehdenick (damaliger Landkreis Templin). Drei Jahre später, 1859, machte er seine zweite Lehramtsprüfung. Damit Brümmer nicht nach Berlin abwanderte, wo er eine Stelle an einer Berliner Privatschule angeboten bekommen hatte, bot man ihm 1860 eine mit einem Kantorat verbundene Lehrerstelle in Trebbin an. Mit dem verbesserten Gehalt war es ihm möglich, seine Jugendliebe Auguste (geb. Gericke, verw. Winterfeldt) am 15. Oktober 1861 zu heiraten und nach Trebbin zu holen. Doch Brümmer war bald unzufrieden mit seiner Stelle und schaute sich nach einer neuen um. Zu dieser Zeit (1863) wurde in Nauen ein neuer Quartus und Organist gesucht. Brümmer bewarb sich auf die Stelle und wurde angenommen.
In Nauen wurde Brümmer schließlich sesshaft. Hier wurden seine Kinder Franz (23. April 1865), Paul (18. März 1869) und Hans (24. Juni 1872) geboren. Die Tochter Othilie (geb. 28. Februar 1860 in Wusterhausen), bei der er seine letzten Jahre verbrachte, stammte aus der ersten Ehe seiner Frau. 1879 stieg er zum Organisten und Konrektor an der Knabenschule in Nauen auf und übte sein Amt bis zu seiner freiwilligen Pensionierung im Jahre 1905 aus.

## Werk
Ab 1860 veröffentlichte Brümmer erste Aufsätze in pädagogischen Zeitschriften, bald kamen eigene Unterrichtsbücher hinzu. Einige Jahre später begann er sich immer mehr der Literatur zuzuwenden. So veröffentlichte er beispielsweise 1878/79 die Anthologie Hausschatz deutscher Lyrik seit 1849. Aus den Quellen. Deren Grundgedanke, Primärtexte und biographische Informationen möglichst unverfälscht aus den ursprünglichen Quellen zu schöpfen, orientierte sich an Karl Goedekes Sammlung Elf Bücher deutscher Dichtung. Von Sebastian Brant bis auf die Gegenwart. Aus den Quellen (Leipzig, 1849).
Später trat Brümmer mit Vorworten und Einleitungen zu verschiedenen Büchern sowie als Herausgeber, beispielsweise der Gedichte Eichendorffs und einer Auswahl von Gedichten August Kopischs hervor (siehe dazu Herausgeberschaft). Aufgrund seiner Arbeit am Lexikon deutscher Dichter und Prosaisten wurde er zudem gebeten, an der Allgemeinen Deutschen Biographie (ADB) mitzuarbeiten. Dem Wunsch kam er gern nach und war bis zu deren Abschluss im Jahre 1910 ein fleißiger Helfer.
Seine von der Nachwelt am wertvollsten betrachtete Arbeit war eine Sammlung biographischen Materials über verstorbene und, was damals neu und ungewöhnlich war, auch über noch lebende Schriftsteller, die er 1876 als Deutsches Dichter-Lexikon veröffentlichte. An diese Arbeit schloss Brümmer das Lexikon der deutschen Dichter und Prosaisten an, das ab 1884 beim Philipp-Reclam-Verlag in Leipzig erschien. Bei Reclam erschienen zwei Teile des Lexikons, einer von den ältesten Zeiten bis zum Ende des 18. Jahrhunderts (1884) und einer das 19. Jahrhundert (ersch. 1885) behandelnd, im praktischen Format der Reclamschen ‚Universal-Bibliothek’ – was ständige Lieferbarkeit bei relativ geringem Preis garantierte. Bis zur 6. und letzten Auflage (1913), nun den Zeitraum vom Beginn des 19. Jahrhunderts bis zur Gegenwart umfassend, wurde das Werk ständig von Brümmer aktualisiert und erweitert. In seiner letzten Auflage umfasste das Lexikon in acht Bänden mehr als 9900 Schriftsteller. Ca. 6000 von ihnen hatten ihre Biographien an Brümmer gesandt.
Brümmers Lexikon war zu seiner Zeit und ist bis heute neben Kürschners Literaturkalender und Goedekes Deutschem Schriftsteller-Lexikon 1830–1880 ein unentbehrliches Nachschlagewerk zur Literatur des 19. und frühen 20. Jahrhunderts. Für die Auswahl der in seinem Lexikon verzeichneten Schriftsteller orientierte Brümmer sich nicht an deren Bekanntheit oder der ihnen zugeschriebenen literarischen Bedeutung. Sein Anliegen war es, jeden Schriftsteller, der im 19. Jahrhundert geboren wurde und ein Werk in Reim oder Prosa veröffentlicht hatte, in sein Lexikon aufzunehmen.
Sein Nachlass liegt heute in der Staatsbibliothek zu Berlin. Er umfasst 43 Kästen und 23 Bände. Der Nachlass enthält neben anderen Materialien, die Brümmer sammelte und von denen er sich Aufschluss über den Literaturbetrieb seiner Zeit versprach, Briefe von ca. 10.000 Autoren, die ihre (zum großen Teil eigenhändigen) Biographien ab ca. 1870 bis zu dessen Tod im Januar 1923 an Brümmer gesandt hatten. Ein Teil dieser Dokumente wird gegenwärtig in einer digitalen Edition veröffentlicht.

## Schriften

### Lexika
- Deutsches Dichter-Lexikon. Biographische und bibliographische Mittheilungen über deutsche Dichter aller Zeiten. Unter besonderer Berücksichtigung der Gegenwart für Freunde der Literatur zusammengestellt von Franz Brümmer. Krüll, Eichstätt u. Stuttgart. Bd. 1 (1876 (online)), Bd. 2 (1877 (online)) und Nachtrag (1877 (online bei Google Books)).
- Lexikon der deutschen Dichter und Prosaisten von den ältesten Zeiten bis zum Ende des 18. Jahrhunderts. Leipzig 1884.
- Lexikon der deutschen Dichter und Prosaisten vom Beginn des 19. Jahrhunderts bis zur Gegenwart. 6. völlig neu bearbeitete und stark vermehrte Auflage. 8 Bände, Leipzig 1913 (Alle 8 Bände in Faksimile und Volltext im Deutschen Textarchiv; archive.org (1. Band, die übrigen Bände sind mit entsprechend veränderter Band-Nummer in der URL erreichbar)), Reprint Kraus, Nendeln 1975.

### Herausgeberschaft
- Das Evangelium von Christo aus dem Munde unserer neueren Dichter. Langensalza 1871.
- Hausschatz deutscher Lyrik seit 1849. Aus den Quellen. Unter Mitwirkung v. Alexis Aar, Eduard Albert, Gustav Emil Barthel u. a. Hrsg. von Franz Brümmer. Lief 1–11. [mehr nicht ersch.] Eichstätt u. Stuttgart 1878/1879.
- August Kopisch: Gedichte. Ausgewählt und eingeleitet v. Franz Brümmer. Leipzig 1887–1890.
- Joseph Freiherr von Eichendorff: Gedichte. Mit biographisch-litterarischer Einleitung v. Franz Brümmer. Leipzig 1888.
- Friedrich Ludwig Jahn: Deutsches Volksthum. Herausgegeben und eingeleitet v. Franz Brümmer. Leipzig 1889.
- Eduard Helmer: Prinz Rosa-Stramin. Herausgegeben und eingeleitet v. Franz Brümmer. Leipzig 1890.
- Marie Petersen: Prinzessin Ilse. Ein Märchen aus dem Harzgebirge. Eingeleitet v. Franz Brümmer. Leipzig 1890.
- Bettina von Arnim: Goethes Briefwechsel mit einem Kinde. Seinem Denkmal. Mit einer Einleitung v. Franz Brümmer. Leipzig 1890.
- Karl Johann Philipp Spitta: Psalter und Harfe. Sammlung christlicher Lieder zur häuslichen Erbauung. Eingeleitet v. Franz Brümmer. Leipzig 1890.
- Deutschlands Helden in der deutschen Dichtung. Eine Sammlung historischer Gedichte und ein Balladenschatz für Schule und Haus. Stuttgart 1891.